# Менжун, Николай Иванович
Менжун Николай Иванович (14 декабря 1922, Сумы, Украина — 23 мая 2009, Чебоксары) — советский организатор производства, строитель. Лауреат Государственной премии СССР (1978).

## Биография
Трудовую деятельность начал в 1939 году электриком в ремонтно-строительной организации.
В марте 1941 года был призван в Красную армию в 56 спецбатальон по строительству шофером. Демобилизовавшись в августе 1947 года вернулся в г.Сумы.
В 1948 году переехал в гор. Пермь, где начал работать в «Гидромеханизации» на строительстве Камской ГЭС. В 1955 году, продолжая работать, поступил учиться во Всесоюзный заочный политехнический институт. Специальность по окончании – промышленное и гражданское строительство. Прошел путь от мастера до начальника участка.
В Чебоксары переехал в январе 1965 года переводом начальником Волго-Камского участка «Гидромонтаж».
С 1967 по 1982 год – управляющий стройтрестом №4.
После выхода на пенсию работал на других руководящих должностях: 1982-89 г.г. в стройтресте №5,1989-90г.г. – ПСО «Монолитстрой».
Внес значительный вклад в становление химической промышленности в Чувашской республике, развитие инфраструктуры и социальной сферы г.Новочебоксарска, строительство в других районах республики.

## Награды
- Заслуженный строитель Чувашской АССР (1972).
- орден Ленина (1974),
- орден Трудового Красного Знамени(1966),
- орден Отечественной войны II степени(1985),
- орден «Знак Почёта»(1971).
- медали.
- Лауреат Государственной премии СССР (1978).